# اوشکو
اوشکو (به مجاری: Öskü) یک شهرداری در مجارستان است که در ناحیه وارپالوتا واقع شده‌است. اوشکو ۴۸٫۳ کیلومتر مربع مساحت و ۲٬۳۰۹ نفر جمعیت دارد.